# Campeonato Nacional de Boxeo Playa Girón
El Campeonato Nacional de Boxeo Playa Girón es un evento anual de boxeo amateur en Cuba, organizado por la Federación Cubana de Boxeo, la cual está afiliada a la Asociación Internacional de Boxeo (IBA). En este torneo, cada provincia cubana está representada por un grupo de boxeadores, y el ganador de cada categoría de peso se proclama campeón nacional en esa categoría. Además, se otorga un título al equipo provincial cuyos boxeadores obtengan el mejor desempeño en general.
Tiene una larga tradición que se remonta a su primera edición en mayo de 1962. En la actualidad, el campeonato se lleva a cabo anualmente en el mes de diciembre.

## Historia
En 1962, después de que el Instituto Nacional de Deportes, Educación Física y Recreación (INDER) prohibiera la práctica del boxeo profesional en Cuba, el entonces director de dicho organismo, José Llanusa Globel, tomó la decisión de crear un torneo nacional de boxeo amateur. El nombre de esta competición, el "Campeonato Nacional de Boxeo Playa Girón," conmemora el triunfo del gobierno cubano sobre rebeldes apoyados por Estados Unidos durante la Invasión de bahía de Cochinos.

## Máximos ganadores
- Félix Savón en la categoría de 91 kg (13 títulos)
- Teófilo Stevenson en las categorías de +81 kg / +91 kg (11 títulos)
- Adolfo Horta en las categorías de 54 kg / 57 kg / 60 kg (11 títulos)
- Roniel Iglesias en las categorías de 51 kg / 64 kg / 69 kg (11 títulos)
- Julio César La Cruz en las categorías de 81 kg / 91 kg (11 títulos)

Algunos otros ganadores de múltiples títulos que hicieron el salto al profesionalismo son: Guillermo Rigondeaux (7 títulos), Robeisy Ramírez (5 títulos) y Yordenis Ugás (5 títulos).

## Ediciones
| Núm. | Año     | Lugar                                        | Fecha                                              |
| ---- | ------- | -------------------------------------------- | -------------------------------------------------- |
| 1    | 1962    | La Habana                                    | 10-25 mayo                                         |
| 2    | 1963    | La Habana                                    |                                                    |
| 3    | 1964    | La Habana                                    |                                                    |
| 4    | 1965    | La Habana                                    | 1-11 de diciembre                                  |
| 5    | 1966    | La Habana                                    | 4-10 diciembre                                     |
| 6    | 1967    | La Habana y Camagüey                         | 6-15 de noviembre y 25 de noviembre-1 de diciembre |
| 7    | 1968    | La Habana                                    | 6-15 de noviembre                                  |
| 8    | 1969    | Nueva Gerona                                 | 15-21 de diciembre                                 |
| 9    | 1970    | Isla de la Juventud                          | 29 de noviembre- 5 de diciembre                    |
| 10   | 1971    | Isla de la Juventud                          | 28 de octubre-4 de noviembre                       |
| 11   | 1972    | Santiago de Cuba                             | 22 de febrero-4 de marzo                           |
| 12   | 1973    | La Habana                                    | 15-25 de febrero                                   |
| 13   | 1974    | La Habana                                    | 1-5 de enero                                       |
| 14   | 1975    | Santiago de Cuba                             | 4-10 de enero                                      |
| 15   | 1976    | Camagüey                                     | 12-21 de enero                                     |
| 16   | 1977    | Santiago de Cuba                             | 20-30 de enero                                     |
| 17   | 1978    | Camagüey                                     | 4-14 de enero                                      |
| 18   | 1979    | Camagüey                                     | 4-16 de enero                                      |
| 19   | 1980    | Pinar del Río                                | 6-18 de enero                                      |
| 20   | 1981    | Matanzas                                     | 10-22 de enero                                     |
| 21   | 1982    | Cienfuegos                                   | 10-22 de enero                                     |
| 22   | 1983    | Las Tunas                                    | 17-29 de enero                                     |
| 23   | 1984    | Bayamo                                       | 14-23 de enero                                     |
| 24   | 1985    | Nueva Gerona                                 | 14-25 de enero                                     |
| 25   | 1986    | San José de las Lajas                        | 19-31 de enero                                     |
| 26   | 1987    | Holguín                                      | 19-30 de enero                                     |
| 27   | 1988    | Sancti Spíritus                              | 15-26 de enero                                     |
| 28   | 1989    | Guantánamo                                   | 20. bis 31. Januar                                 |
| 29   | 1990    | Cienfuegos                                   | 8-18 de enero                                      |
| 30   | 1991    | Camagüey                                     | 18-28 de enero                                     |
| 31   | 1992    | Pinar del Río                                | 17- 29 de enero                                    |
| 32   | 1993    | Matanzas                                     | 17-31 de enero                                     |
| 33   | 1994    | Ciego de Ávila                               | 17-30 de enero                                     |
| 34   | 1995    | Granma                                       | 3-12 de enero                                      |
| 35   | 1996    | Santiago de Cuba                             | 18-28 de enero                                     |
| 36   | 1997    | Holguín                                      | 27 de enero-5 de febrero                           |
| 37   | 1998    | Villa Clara                                  | 25 de enero-3 de febrero                           |
| 38   | 1999    | Sancti Spíritus                              | 21-31 de enero                                     |
| 39   | 2000    | Guantánamo                                   | 19-29 de enero                                     |
| 40   | 2001    | Santiago de Cuba                             | 22-29 de enero                                     |
| 41   | 2002    | Las Tunas                                    | 23-30 de enero                                     |
| 42   | 2003    | Holguín                                      | 23-30 de enero                                     |
| 43   | 2004    | Camagüey                                     | 23-30 de enero                                     |
| 44   | 2005    | Pinar del Río                                | 23-30 de enero                                     |
| 45   | 2006    | Bayamo                                       | 23 de enero-2 de febrero                           |
| 46   | 2007    | Sancti Spíritus                              | 15-25 de enero                                     |
| 47   | 2008    | Holguín                                      | 16-26 de enero                                     |
| 48   | 2009    | Guantánamo                                   | 14-23 de enero                                     |
| 49   | 2010    | Santiago de Cuba                             | 21-30 de enero                                     |
| 50   | 2011    | Pinar del Río                                | 10-18 de diciembre                                 |
| 51   | 2012    | Sancti Spíritus                              | 16-23 de diciembre                                 |
| 52   | 2013    | Sancti Spíritus                              | 17-22 de diciembre                                 |
| 53   | 2014    | Santa Clara                                  | 15-21 de diciembre                                 |
| 54   | 2015    | Camagüey                                     | 13-19 de diciembre                                 |
| 55   | 2016    | Santiago de Cuba                             | 11-17 de diciembre                                 |
| 56   | 2017    | Sancti Spíritus                              | 14-20 de diciembre                                 |
| 57   | 2018    | Camagüey                                     | 15-20 de diciembre.                                |
| 58   | 2019    | Camagüey                                     | 13-18 de diciembre                                 |
|      | 2020/21 | Cancelación por pandemia de COVID-19 en Cuba | Cancelación por pandemia de COVID-19 en Cuba       |
| 59   | 2022    | Camagüey                                     | 20-25 de junio                                     |